# Vergilius Romanus

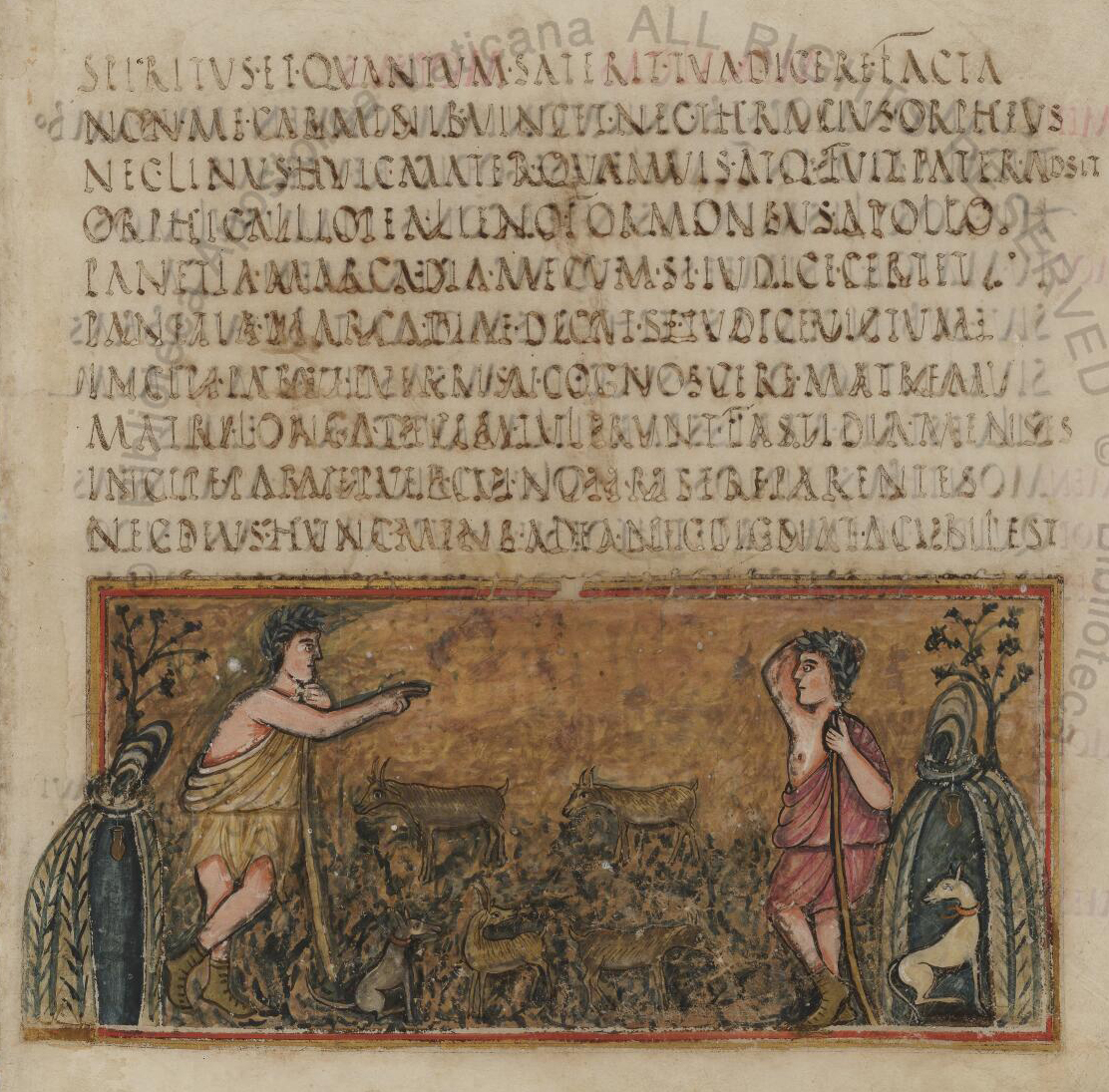
Vergilius Romanus, bild 11

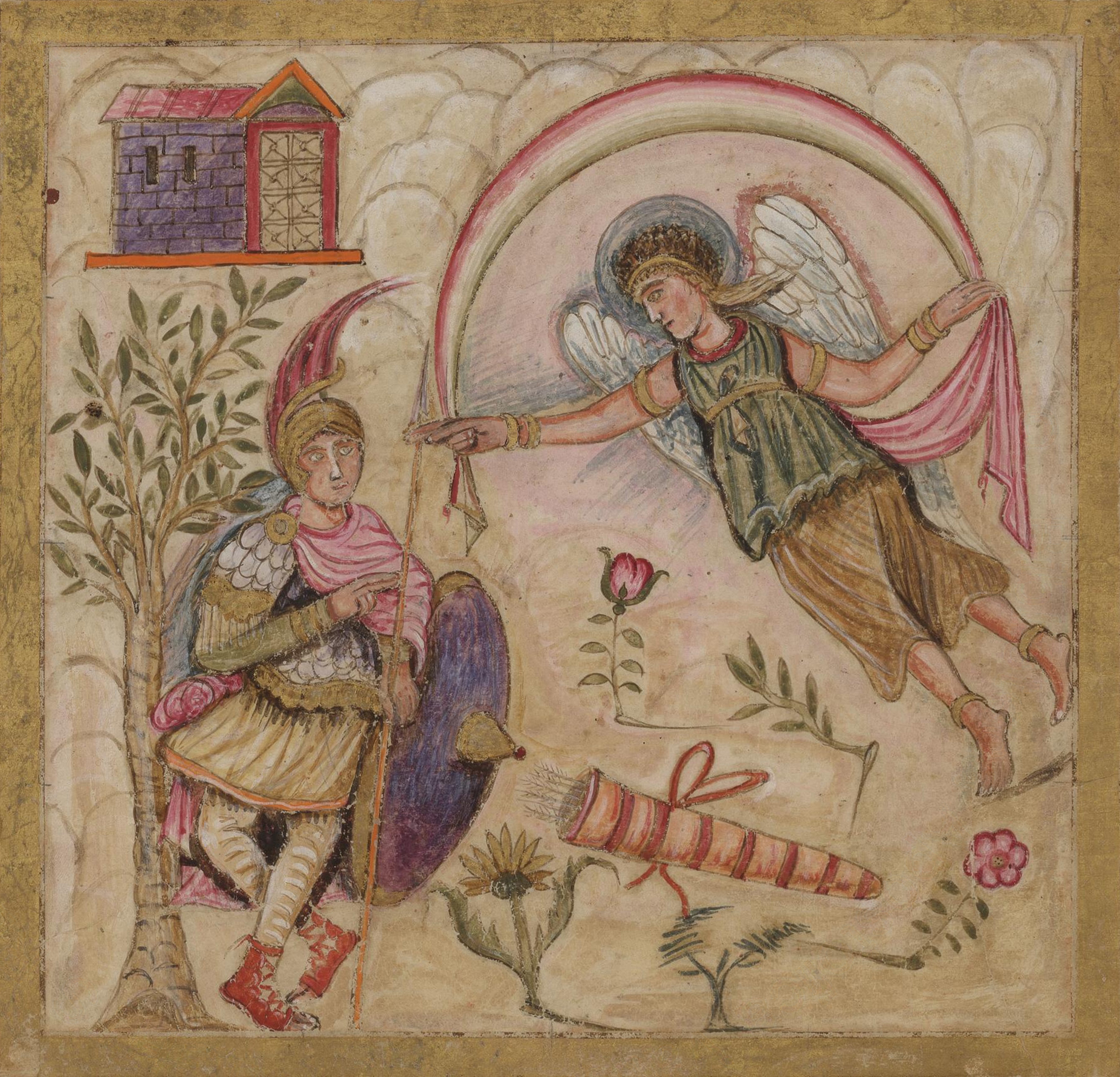
Vergilius Romanus, bild 74

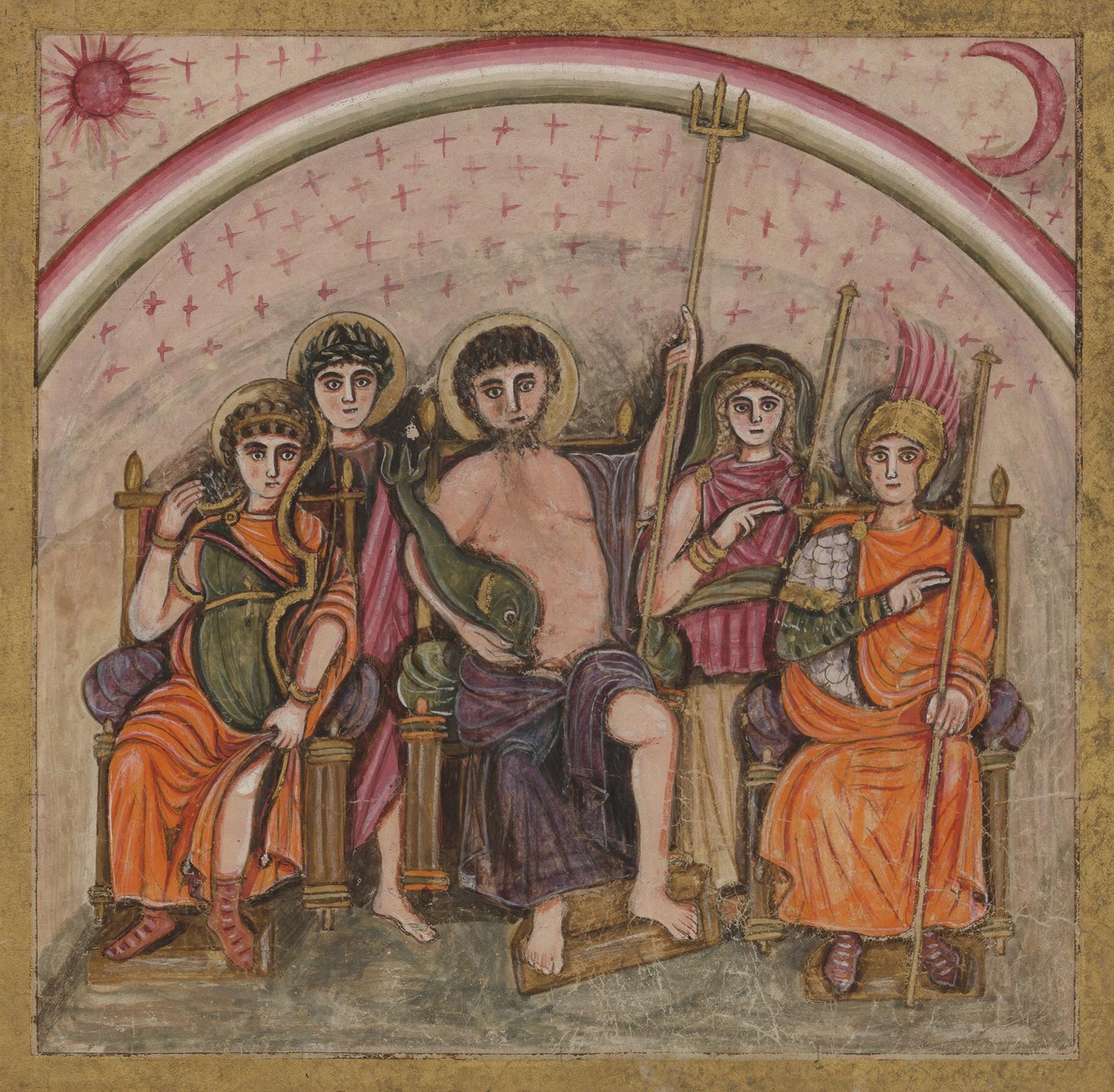
Vergilius Romanus, bild 235

Vergilius Romanus (Den romerska Vergiliussamlingen)   är den enda bevarade illustrerade handskriften från Antiken av Vergilius verk. Verket är från 400-talet och förvaras idag på Vatikanbiblioteket.

## Boken
Vergilius Romanus är en samling om 309 illustrerade veläng i storlek 333 x 332 mm och med 19 bilder . Texten är skriven på Latin i Majuskelskriftstilen "capitalis rustica" med 18 rader per ark .
Boken omfattar delar ur Aeneiden, Georgica och Bucolica .
Texter och bilderna visar skillnad i stil och sammansättning vilket antyder att boken skapats under en längre tid och troligen av flera konstnärer .

Bokens arkivnummer i Vatikanbiblioteket är Cod. Vat. lat. 3867  .
Vergilius Romanus är tillsammans med Codex Vaticanus och Ilias Picta de enda bevarade exemplaren av illustrerade manuskript från Antiken 

## Historia
Vergilius Romanus ursprung är okänt men skapades möjligen på Irland eller England  kring 400-talet.
Möjligen kan historiekrönikören Heiric under 800-talet hittat boken i Klosterkyrkan Saint-Denis .
I slutet av 1400-talet kom boken i Vatikanbibliotekets ägo under påve Sixtus IV tid .